# David Fuster
David Fuster Torrijos (* 3. Februar 1982 in Oliva) ist ein ehemaliger spanischer Fußballspieler.

## Karriere
Fuster begann seine Karriere bei seinem Heimatverein UD Oliva, wo er 2002 in die erste Mannschaft geholt wurde. 2004 wechselte er zum FC Villarreal, wo er in der B-Mannschaft zum Einsatz kam. In seiner ersten Saison spielte die zweite Mannschaft in der vierthöchsten spanischen Spielklasse. 2006/07 konnte der Aufstieg geschafft werden. Bis 2008 war er in der zweiten Mannschaft aktiv.
In der Saison 2008/09 wechselte er in der zweithöchsten spanischen Spielklasse zum FC Elche, am Ende der Saison konnte der zwölfte Endrang erreicht werden. Anfang der Saison 2009/10 kehrte Fuster zu Villarreal zurück und konnte sich dort als Stammspieler in der ersten Mannschaft profilieren. Sein Debüt in der Primera División gab der Spanier am 13. Februar 2009 gegen den RCD Mallorca. Fuster kam in der 58. Minute für Ariel Ibagaza ins Spiel. Das Spiel endete 1:1 unentschieden. Sein erstes Tor in der höchsten spanischen Spielklasse gelang dem Mittelfeldspieler am 8. November 2009 bei der 2:3-Auswärtsniederlage gegen den FC Sevilla.
Weiters spielte er zum ersten Mal auf europäischen Klubniveau. Im Playoffspiel zur Europa League gegen den Vertreter aus den Niederlanden NAC Breda am 20. August 2009 wurde Fuster in der 80. Minute wiederum für Ibagaza eingewechselt. Das Spiel in Breda konnte 3:1 gewonnen werden.
Fuster spielt seit 2010 für Olympiakos Piräus. Er avancierte dank seines Einsatzes und der Identifikation mit dem Verein zum Publikumsliebling. 2015 verlängerte Fuster seinen Vertrag mit dem griechischen Rekordmeister bis 2017.

## Erfolge
- Aufstieg in die dritthöchste spanische Spielklasse 2007
- Griechischer Meister 2010/11, 2011/12, 2012/13, 2013/14, 2014/15, 2015/16
- Griechischer Pokalsieger: 2011/12, 2012/13, 2014/15

## Sonstiges
David Fusters jüngerer Bruder Raúl ist ebenfalls aktiver Fußballspieler.